# Návay Lajos
Földeáki Návay Lajos (Földeák, 1870. szeptember 18. – Kiskunfélegyháza, 1919. április 29.) magyar politikus, országgyűlési képviselő, a képviselőháznak előbb másod-, majd első alelnöke, végül rövid ideig elnöke. A végül be nem iktatott Hadik-kormányban ő lett volna a belügyminiszter.

## Élete
Földeákon született 1870. szeptember 18-án katolikus családban. A Návay család élete a törökök kiűzése óta szoros kapcsolatban állt Csanád vármegye történetével. Édesapja Návay Lajos, földbirtokos, édesanyja Eötvös Ilona. Apai nagyapja Návay Tamás Csanád megyei főispán, országgyűlési követ és felsőházi tag. Anyai nagyapja báró Eötvös József, író, tudós, politikus.
A gimnázium alsó tagozatát mint magántanuló végezte Szegeden, felső tagozatára pedig Budapesten járt. A budapesti egyetemen jogi tanulmányokat folytatott, fél évet a berlini, másik fél évet pedig a bonni egyetemen hallgatott. 1891-ben elnyerte az államtudományok doktora címet Budapesten. 1892 májusában Csanád vármegye tiszteletbeli aljegyzőjévé választották, ott 1895 októberétől tiszteletbeli főszolgabíróként működött. 1896 decemberében lett a megye főjegyzője, 1901 decemberében pedig alispánná nevezték ki.
1905-től az országos politikával foglalkozott. Csupán rövid ideig volt tagja a régi Szabadelvű Pártnak, ugyanis az 1904. november 18-ai „zsebkendőszavazás” miatt otthagyta azt, s helyette csatlakozott Andrássy Gyula követőjeként az ún. disszidensekhez (később Országos Alkotmánypárt). 1905-től 1918-ig volt országgyűlési képviselő. A képviselőház 1906. április 26-án választotta meg alelnöknek. Alelnöki munkájának fontos része volt a horvát obstrukció elleni fellépés. Mikor pártja 1910-ben beolvadt a Nemzeti Munkapártba, ő is e párt tagja lett.
1911 novemberében házelnöknek választották Berzeviczy Albert helyére. 1912. december 31-én Lukács László miniszterelnök beterjesztette a választójogi reformtervezetet. A választójogi kérdésről Návay másképp ítélkezett, mint pártja, ezért az év végén kilépett a Munkapártból is. Az első világháború kitörése után kinevezték közélelmezési miniszteri biztosnak, amiről 1917-ben lemondott.
Wekerle Sándor miniszterelnök 1918. szeptember 30-án lemondott, helyére IV. Károly király új miniszterelnököt keresett. Gondolt Návay Lajosra is ám ő az ajánlatot nem fogadta el. Helyette Hadik János lett kijelölt miniszterelnök. Hadik megnyerte Návayt belügyminiszterének, a kormány beiktatására azonban sohasem kerülhetett sor, mert elsodorta őket az őszirózsás forradalom. Az alakuló kormánynévsor véglegesítése (1918. október 30. este 22 óra) után alig öt órával, 31-én hajnali háromkor Hadik lemondott, így aznap a Hadik-kormány helyett már a Károlyi Mihály vezette kabinet tette le hivatali esküjét az Országházban.
A Magyarországi Tanácsköztársaság fennállása során, 1919. április 26-án a szerb és francia megszállás elől menekülő vörösök túszokat vittek magukkal Makó város polgárai közül. Egyidejűleg Szamuely Tibor büntető hadjáratként különvonattal utazott Makóra, hogy elégtételt vegyen az április 23-án meggyilkolt Vásárhelyi Kálmán népbiztosért. A földeáki direktórium Návayt is elhurcoltatta. Április 29-én gyilkolták meg a kiskunfélegyházi pályaudvaron unokabátyjával, Návay Ivánnal és Szentes városának főjegyzőjével és polgármester-helyettesével, Kiss Bélával együtt.

## Emlékezete

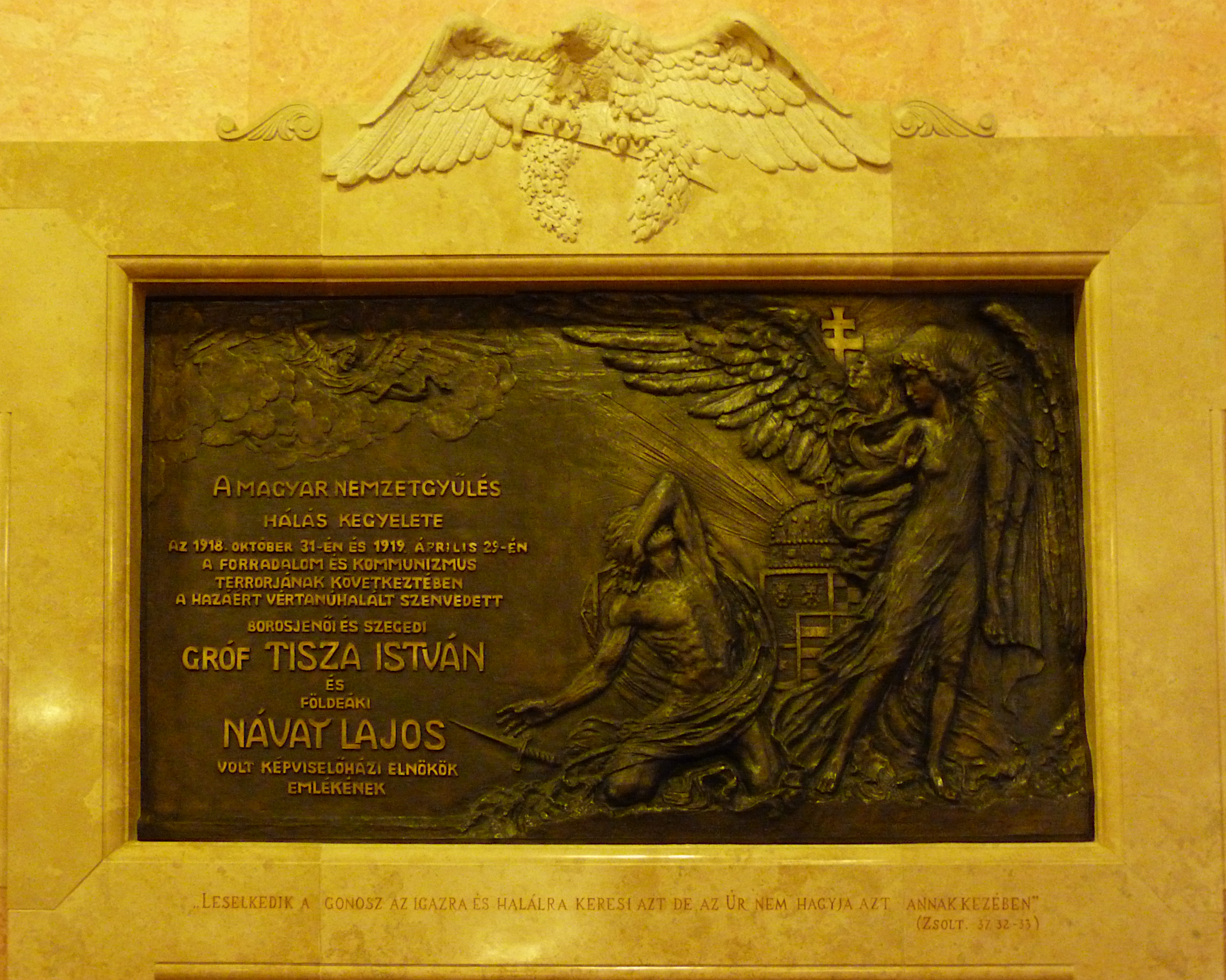
Tisza István és Návay Lajos emléktáblája az Országházban

- Návay Lajos-szobor Makón.

## Művei
- Csanádvármegye az 1905–1906-ik évi alkotmányos küzdelemben; Kovács Ny., Makó, 1906 (hasonmásban: 2017)
- Návay Lajos politikai jegyzetei, 1892–1896; szerk. Halmágyi Pál; Makó Város Önkormányzata–Návay Lajos Emlékbizottság–Makói Múzeumért és Kultúráért Alapítvány, Makó, 2020
- Návay Lajos politikai tanulmányai és országgyűlési beszédei. Válogatás; vál., sajtó alá rend., előszó Gilicze János, szerk. Halmágyi Pál; Makó Város Önkormányzata–Návay Lajos Emlékbizottság–Makói Múzeumért és Kultúráért Alapítvány, Makó, 2020
- Návay Lajos politikai jegyzetei, 1910–1912; szerk., előszó, jegyz., Gilicze János, szerk. Halmágyi Pál; Makó Város Önkormányzata–Návay Lajos Emlékbizottság, Makó, 2022